# Orden de Parfaite Amitié
La Orden de Parfaite Amitié (literalmente 'Orden de la Perfecta Amistad') es una orden dinástica de caballería de la Casa de Thurn y Taxis.

## Historia
La orden fue fundada durante el reinado del Príncipe Alejandro Fernando de Thurn y Taxis, como la orden suprema de la casa principesca. El Príncipe Carlos Anselmo de Thurn y Taxis, después reformó la orden y fue posible transmitirla a los descendientes hasta día de hoy. Con la abolición de los principados de la Confederación del Rin por la ley del 12 de julio de 1806, el valor de la orden pasó a estar ligada a la dinastía, y es dada a miembros que han pasado los 18 años de edad. 

## Insignia
La insignia de la orden consiste de una cruz de Malta dorada de ocho puntas en esmalte blanco. Entre los brazos de la cruz puede verse una torre y un león de pie, los símbolos del escudo de armas de la Casa de Thurn y Taxis. Sobre los brazos de la cruz están grabadas las palabras VINCULUM AMICITIAE (en latín para 'Cadena de Amistad'). En el medallón están las iniciales CA (Carlos Anselmo). En el reverso hay un medallón esmaltado en azul con las letras TW en dorado. Desde 1928, también la inicial A (Alberto).
Los hombres llevan la condecoración alrededor del cuello con una banda azul cielo. Una copia de la orden se halla en el tesoro del museo de la Abadía de San Emerano en Ratisbona, Alemania.

## Condecorados
- Alberto I de Thurn y Taxis
- Alberto de Thurn y Taxis
- Alejandro de Meissen
- Carlo Alessandro de Castel Duino
- Isabel de Luxemburgo (1901-1950)
- Isabel de Thurn y Taxis
- Francisco José de Thurn y Taxis
- Fritz von Thurn und Taxis
- Gabriel de Thurn y Taxis
- Gloria de Thurn y Taxis
- Gustavo de Thurn y Taxis
- Gustavo de Thurn y Taxis (1848-1914)
- Elena de Baviera
- Wilhelm Imkamp
- Iniga de Thurn y Taxis
- Isabel María de Braganza
- Juan Bautista de Thurn y Taxis
- Carlos Augusto de Thurn y Taxis
- Luisa de Thurn y Taxis
- Luis Felipe de Thurn y Taxis
- Margarita Clementina de Austria
- María Manuel de Meissen
- María Teresa de Thurn y Taxis (1980)
- Matilde Sofía de Oettingen-Oettingen y Oettingen-Spielberg
- Max Emanuel de Thurn y Taxis (1935)
- Max Emanuel de Thurn y Taxis
- Maximiliano II  de Baviera
- Maximiliano de Thurn y Taxis
- Maximiliano Carlos de Thurn y Taxis
- Maximiliano María de Thurn y Taxis
- Pablo de Thurn y Taxis
- Raimundo de Castel Duino
- Alejandro de Schönburg-Glauchau
- Isabel de Thurn y Taxis
- Guillermina de Dörnberg